# Île Egger
Pour les articles homonymes, voir Egger.
L'île Egger est une île du Groenland. C'est son île la plus au sud ; on y trouve le cap Farvel.

## Géographie
Elle est située dans la municipalité de Kujalleq, et elle est inhabitée.
Elle a une superficie de 308 km2 et une longueur de côtes de 150 km.